# Rivière des Peupliers
Pour les articles homonymes, voir Peupliers.
La rivière des Peupliers est un affluent de la rive ouest de la rivière Bell, coulant dans le territoire de Senneterre, dans la municipalité régionale de comté (MRC) de La Vallée-de-l'Or, dans la région administrative de Abitibi-Témiscamingue, au Québec, au Canada.

## Géographie
Les bassins versants voisins de la rivière des Peupliers sont :
- côté nord : rivière Ducros, lac Parent ;
- côté est :rivière Bell,
- côté sud : rivière Bell, rivière Senneville, lac Courville ;
- côté ouest : rivière Taschereau .

La rivière Des Peupliers prend sa source au milieu de petites zones de marais, à au nord-est de zones de marais, situé à 8,5 km à l'ouest du lac Parent et à 12,1 m au nord-ouest du centre-ville de Senneterre.
La rivière des Peupliers coule généralement vers le sud-est, puis vers l’est, sur 23,0 km selon les segments suivants :
- 8,3 km vers le sud en zone de marais sur 3,0 km, jusqu’à un ruisseau (venant de l’est) ;
- 1,1 km vers le nord-ouest, jusqu’à un ruisseau (venant du nord-ouest) ;
- 4,5 km vers le sud, jusqu’à une route ;
- 3,5 km vers le sud-est, jusqu’au chemin de fer ;
- 1,1 km le sud-est en traversant une zone de marais, jusqu’au ruisseau Paquin (venant de l'ouest) ;
- 2,4 km vers l’est, en traversant une zone de marais en début de segment et en serpentant jusqu’à la route 386 ;
- 0,8 km vers le sud, puis vers l’est, jusqu’au chemin de fer ;
- 1,3 km vers l'est en traversant une zone de marais, puis en coupant la route 113, jusqu’à sa confluence[2].

La rivière des Peupliers se déverse du côté est de la rivière Bell. Cette dernière coule vers le nord, traverse le lac Parent et va se déverser dans le lac Matagami. Ce dernier constitue le lac de tête de la rivière Nottaway, un affluent de la Baie de Rupert.
La confluence de la rivière des Peupliers avec la rivière Bell est située à :
- 1,2 km au sud du centre-ville de Senneterre ;
- 41,1 km au sud de l’embouchure du lac Parent ;
- 9,3 km au nord de l’embouchure du lac Tiblemont.

## Toponymie
L’hydronyme rivière des Peupliers est indiqué sur une carte datée de 1932. Le mot peuplier provient de l'ancien français « peuple », traduit du latin populus. Ce terme se réfère à une espèce d’arbre à l’écorce grise de la famille des salicacées qui compte six espèces poussant en sol québécois, dont deux semblent provenir de l'extérieur du pays.
La circonférence du tronc de cet arbre atteint régulièrement les six mètres. Ce bois sert notamment à la fabrication du contre-plaqué. Il fut introduit en Europe sous le nom de peuplier du Canada. Finalement, le peuplier baumier (Populus balsamifera ou tacamahacca) - connu sous la simple dénomination de peuplier ou, dans le nord du Québec, de liard - se caractérise par la résine aromatique de ses bourgeons. Il s’avère la seule espèce de feuillus pouvant être plantée avec succès dans des régions septentrionales du Québec.
Le toponyme rivière Des Peupliers a été officialisé le 5 décembre 1968 à la Commission de toponymie du Québec, soit lors de sa création.